# Topmodell (televíziós műsor)
A Topmodell című műsor (további címek még: Topmodell leszek!, Topmodell 2006) egy tehetségkutató show, amely az amerikai Topmodell leszek! alapján készült. A show a Viasat 3-on futott, 2006 októberében kezdődött, és 2006. december 22-én ért véget.

## Története
A műsor lényege itt is ugyanaz volt, mint az amerikai sorozatnak: fiatal lányokra, illetve nőkre lehetett szavazni, akik topmodellek szerettek volna lenni. Az eredeti produkciótól eltérően a hazai változatban vissza lehetett küldeni a műsorba a kiesett lányokat. Ez különlegességnek számított, ugyanis a külföldi változatokban ezt nem lehetett megtenni.
A verseny győztese Nagy Réka lett.
Házigazdája Vámosi Viktória, aki a szerkesztőkkel való összetűzése miatt nem volt ott az utolsó résznél. Epres Panni vette át a helyét a befejező részben.
Az utolsó részben a nézők Papp Valentinát visszaszavazták a legjobb négybe, de újra kiesett a következő epizódban.
A műsor 2024-ben a TV2-n folytatódott Next Top Model Hungary néven.

## Versenyzők
| Helyezés | Versenyzők       |
| -------- | ---------------- |
| 1.       | Nagy Réka        |
| 2.       | Rónaszéki Anna   |
| 3.       | Papp Valentina   |
| 4.       | Lattmann Judit   |
| 5.       | Tóth Fruzsina    |
| 6.       | Ambrus Titanilla |
| 7.       | Kulcsár Angéla   |
| 8.       | Elekes Kata      |
| 9.       | Gombár Anita     |
| 10.      | Iszak Eszter     |
| 11.      | Matykó Xénia     |
| 12.      | Fentős Annamária |
| 13.      | Nagy Mónika      |

### Zsűri
- Vámosi Viktória
- Sípos Zita
- Herczeg Zoltán
- Bémer Miklós

### Kihívási sorrend
| Order | 1         | 2         | 3         | 4         | 5         | 6         | 7         | 8         | 10        | 11        | 12       | 13        | 13        | 13   |  |
| ----- | --------- | --------- | --------- | --------- | --------- | --------- | --------- | --------- | --------- | --------- | -------- | --------- | --------- | ---- |  |
| 01    | Valentina | Judit     | Anna      | Judit     | Réka      | Réka      | Titanilla | Réka      | Judit     | Réka      | Anna     | Réka      | Réka      | Réka |  |
| 02    | Eszter    | Titanilla | Kata      | Angéla    | Judit     | Fruzsina  | Valentina | Angéla    | Anna      | Fruzsina  | Judit    | Valentina | Anna      | Anna |  |
| 03    | Mónika    | Anita     | Réka      | Anna      | Fruzsina  | Angéla    | Fruzsina  | Judit     | Réka      | Anna      | Réka     | Anna      | Valentina |      |  |
| 04    | Anna      | Angéla    | Fruzsina  | Fruzsina  | Anna      | Judit     | Judit     | Titanilla | Fruzsina  | Judit     | Fruzsina | Judit     |           |      |  |
| 05    | Xénia     | Kata      | Anita     | Kata      | Anita     | Anna      | Anna      | Anna      | Titanilla | Titanilla |          |           |           |      |  |
| 06    | Angéla    | Réka      | Valentina | Réka      | Valentina | Titanilla | Angéla    | Fruzsina  | Angéla    |           |          |           |           |      |  |
| 07    | Annamária | Valentina | Xénia     | Valentina | Titanilla | Valentina | Réka      | Valentina |           |           |          |           |           |      |  |
| 08    | Kata      | Eszter    | Titanilla | Eszter    | Kata      | Kata      | Kata      |           |           |           |          |           |           |      |  |
| 09    | Titanilla | Xénia     | Angéla    | Anita     | Angéla    | Anita     |           |           |           |           |          |           |           |      |  |
| 10    | Anita     | Fruzsina  | Eszter    | Titanilla | Eszter    |           |           |           |           |           |          |           |           |      |  |
| 11    | Judit     | Annamária | Judit     | Xénia     |           |           |           |           |           |           |          |           |           |      |  |
| 12    | Fruzsina  | Anna      | Annamária |           |           |           |           |           |           |           |          |           |           |      |  |
| 13    | Réka      | Monika    |           |           |           |           |           |           |           |           |          |           |           |      |  |

     A versenyző nyerte meg a kihívást
     A versenyző kiesett
     A versenyző nyerte meg a kihívást, és kiesett
     A versenyző újra részt vett a versenyen, visszaszavazták
     A versenyző nyerte meg a versenyt
- A kilencedik részben nem volt kiesés, így mindenki folytathatta a versenyt.

### Fotózások
- 02. rész: Promóciós képek a show-hoz
- 03. rész: Testfestett modellek fegyverrel
- 04. rész: Intim pillanatban egy férfi társaságában
- 05. rész: A tömegben
- 06. rész: Pózolás gyémántokkal egy fura fotós kamerája előtt
- 07. rész: Pózolás hajón
- 08. rész: Hét halálos bűn
- 10. rész: Pózolás vadon élő állatokkal
- 11. rész: Természetfeletti hősnők, akiknek érzelmeit a közeli felvételek megmutatják
- 12. rész: Pózolás, mint divatos anyuka babával

## Érdekességek
A győztes Nagy Réka volt az utolsó jelentkező a show-ba.
Iszak Eszter volt a legalacsonyabb, mindössze 164 cm.

## Fordítás
- Ez a szócikk részben vagy egészben  a   Hungary's Next Top Model című angol Wikipédia-szócikk fordításán alapul.  Az eredeti cikk szerkesztőit annak laptörténete sorolja fel. Ez a jelzés csupán a megfogalmazás eredetét és a szerzői jogokat jelzi, nem szolgál a cikkben szereplő információk forrásmegjelöléseként.